# Lacapelle-Cabanac
Lacapelle-Cabanac är en kommun i departementet Lot i regionen Occitanien i södra Frankrike. Kommunen ligger i kantonen Puy-l'Évêque som tillhör arrondissementet Cahors. År 2022 hade Lacapelle-Cabanac 172 invånare.

## Befolkningsutveckling
Antalet invånare i kommunen Lacapelle-Cabanac
| Referens: INSEE |